# David Andreas Forstmeyer
David Andreas Forstmeyer (* 3. Februar 1707; † 28. November 1771 in Weißenburg) war ein Musiker und Instrumentalist mit der Reichsstadt Weißenburg als Wirkungsort.

## Leben
Forstmeyer war der ältere zweier Söhne des markgräflich-ansbachischen Offiziers Andreas Forstmeyer. 1710 zog die Familie auf die Wülzburg um. Bereits in jungen Jahren war er als Substitut im nahegelegenen Weißenburg tätig. Im Mai 1728 wurde er Geselle des Stadtmusikers Johann Thomas Preu. 1742 übernahm er nach dem Tod seines Vorgängers die Stelle als Stadtmusiker an. Neben seiner Tätigkeit als Musiker ist auch eine Betätigung als Seifensieder und Lichtermacher dokumentiert.
Über seine musikalischen Werke ist nichts überliefert.
1730 heiratete er Eva Maria Wechsler, aus der Ehe entstanden 14 Kinder, von denen drei später ebenfalls Musiker wurden: Andreas Ehrenfried Forstmeyer (1732–1787), Hofmusiker bei Karl Friedrich von Baden, Georg Christian Forstmeyer als dem Vater nachfolgenden Stadtmusikers Weißenburgs (1740–1804), und David Andreas Forstmeyer der Jüngere (1753–?), der in Pforzheim als Musiker tätig wurde.